# هانا هونتی
هانا هونتی (مجاری: Hanna Honthy؛ ۲۱ فوریهٔ ۱۸۹۳ – ۳۰ دسامبر ۱۹۷۸) بازیگر و خواننده اهل مجارستان بود.
از فیلم‌ها یا مجموعه‌های تلویزیونی که وی در آن‌ها نقش داشته‌است، می‌توان به «تابستان گذشته» (۱۹۴۱) اشاره نمود.